# Nadleśnictwo Stary Sącz
Nadleśnictwo Stary Sącz – jednostka organizacyjna Lasów Państwowych podległa Regionalnej Dyrekcji Lasów Państwowych w Krakowie. Siedziba Nadleśnictwa znajduje się w Starym Sączu w powiecie nowosądeckim, w województwie małopolskim.
Nadleśnictwo obejmuje część powiatów nowosądeckiego oraz limanowskiego. Pod względem geograficznym obejmuje fragmenty Beskidu Wyspowego, Beskidu Sądeckiego, Pogórza Ciężkowickiego, Pogórza Rożnowskiego i Gorców.

## Historia
Państwowe gospodarstwo leśne w Starym Sączu istniało od czasów aneksji przez zaborcę austriackiego 1940 ha lasów klasztornych. Powstałe w 1945 nadleśnictwo Stary Sącz powiększyło się o 2000 ha lasów prywatnych znacjonalizowanych przez komunistów. Powstałe w tym samym roku nadleśnictwo Nowy Sącz objęło 4260 ha znacjonalizowanych lasów.
W 1973 do nadleśnictwa Stary Sącz przyłączono nadleśnictwo Nowy Sącz.

## Ochrona przyrody
Na terenie nadleśnictwa znajdują się trzy rezerwaty przyrody:
- Białowodzka Góra nad Dunajcem
- Cisy w Mogilnie
- Diable Skały.

## Drzewostany
Gatunki lasotwórcze lasów nadleśnictwa (z ich udziałem procentowym):
- jodła 50%
- buk 31%
- świerk 5%
- sosna 4%
- modrzew 3%
- dąb 2%
- jesion 2%
- jawor 1,5%
- inne 1,5%